# Gliese 674
Gliese 674 is een rode dwerg met een magnitude van +9,38 in het sterrenbeeld Altaar (Ara) met een spectraalklasse van M3.0V. De ster, die een afstand heeft van 14,8 lichtjaar, heeft een bevestigde planeet, Gliese 674 b.